# Okręg wyborczy nr 8 do Sejmu Rzeczypospolitej Polskiej
Okręg wyborczy nr 8 do Sejmu Rzeczypospolitej Polskiej obejmuje obszar województwa lubuskiego. W obecnym kształcie został utworzony w 2001. Wybieranych jest w nim 12 posłów w systemie proporcjonalnym. 
Siedzibą okręgowej komisji wyborczej jest Zielona Góra.

## Wyniki wyborów
| Podział 12 mandatów: SLD–UP: 7 Samoobrona: 1 PSL: 1 PO: 1 PiS: 1 LPR: 1 |

| Podział 12 mandatów: SLD: 2 Samoobrona: 1 PSL: 1 PO: 4 PiS: 3 LPR: 1 |

| Podział 12 mandatów: LiD: 2 PSL: 1 PO: 6 PiS: 3 |

| Podział 12 mandatów: SLD: 1 RP: 1 PSL: 1 PO: 6 PiS: 3 |

| Podział 12 mandatów: NRP: 1 K’15: 1 PO: 5 PiS: 5 |

| Podział 12 mandatów: SLD: 2 KO: 4 PSL: 1 Konfederacja: 1 PiS: 4 |

| Podział 12 mandatów: NL: 1 KO: 5 TD: 2 PiS: 4 |

## Reprezentanci okręgu
| Sejm | Rok  | Poseł KW   | Poseł KW              | Poseł KW        | Poseł KW                                           | Poseł KW                       | Poseł KW                                                 | Poseł KW        | Poseł KW           | Poseł KW        | Poseł KW                        | Poseł KW                    | Poseł KW                 | Poseł KW               | Poseł KW         | Poseł KW     | Poseł KW                | Poseł KW     | Poseł KW        | Poseł KW     | Poseł KW             | Poseł KW | Poseł KW    | Poseł KW | Poseł KW         |
| ---- | ---- | ---------- | --------------------- | --------------- | -------------------------------------------------- | ------------------------------ | -------------------------------------------------------- | --------------- | ------------------ | --------------- | ------------------------------- | --------------------------- | ------------------------ | ---------------------- | ---------------- | ------------ | ----------------------- | ------------ | --------------- | ------------ | -------------------- | -------- | ----------- | -------- | ---------------- |
| IV   | 2001 |            | A. Brachmański SLD–UP |                 | J. Kochanowski SLD–UP (2001) SLD (2005) LiD (2007) |                                | B. Wontor SLD–UP (2001) SLD (2005) LiD (2007) SLD (2011) |                 | F. Wołowicz SLD–UP |                 | A. Owoc SLD–UP                  |                             | J. Derech-Krzycki SLD–UP |                        | R. Smoleń SLD–UP |              | H. Ostrowski Samoobrona |              | D. Bachalski PO |              | K. Marcinkiewicz PiS |          | J. Zych PSL |          | S. Gudzowski LPR |
| V    | 2005 |            | C. Fiedorowicz PO     |                 | J. Kochanowski SLD–UP (2001) SLD (2005) LiD (2007) | B. Bukiewicz PO                | B. Wontor SLD–UP (2001) SLD (2005) LiD (2007) SLD (2011) |                 | M. Surmacz PiS     |                 | W. Szadny PO                    |                             | J. Materna PiS           | W. Starosta Samoobrona | B. Bojko PO      | K. Bosak LPR |                         |              |                 |              | K. Marcinkiewicz PiS |          | J. Zych PSL |          |                  |
| V    | 2006 | M. Ast PiS | C. Fiedorowicz PO     |                 | J. Kochanowski SLD–UP (2001) SLD (2005) LiD (2007) | B. Bukiewicz PO                | B. Wontor SLD–UP (2001) SLD (2005) LiD (2007) SLD (2011) |                 | M. Surmacz PiS     |                 | W. Szadny PO                    |                             | J. Materna PiS           | W. Starosta Samoobrona | B. Bojko PO      | K. Bosak LPR |                         |              |                 |              |                      |          | J. Zych PSL |          |                  |
| VI   | 2007 | M. Ast PiS | S. Niesiołowski PO    |                 | J. Kochanowski SLD–UP (2001) SLD (2005) LiD (2007) | B. Bukiewicz PO                | B. Wontor SLD–UP (2001) SLD (2005) LiD (2007) SLD (2011) |                 | E. Rafalska PiS    | W. Pahl PO      |                                 | B. Sławiak PO               | J. Materna PiS           |                        | B. Bojko PO      | M. Cebula PO |                         |              |                 |              |                      |          | J. Zych PSL |          |                  |
| VI   | 2010 | M. Ast PiS | S. Niesiołowski PO    | K. Balcerzak PO | J. Kochanowski SLD–UP (2001) SLD (2005) LiD (2007) | B. Bukiewicz PO                | B. Wontor SLD–UP (2001) SLD (2005) LiD (2007) SLD (2011) |                 | E. Rafalska PiS    | W. Pahl PO      |                                 | B. Sławiak PO               | J. Materna PiS           |                        | B. Bojko PO      |              |                         |              |                 |              |                      |          | J. Zych PSL |          |                  |
| VII  | 2011 | M. Ast PiS | S. Niesiołowski PO    |                 | M. Mroczek RP                                      | B. Bukiewicz PO                | B. Wontor SLD–UP (2001) SLD (2005) LiD (2007) SLD (2011) |                 | E. Rafalska PiS    | W. Pahl PO      | K. Sibińska PO (2011) KO (2019) | B. Sławiak PO               | J. Materna PiS           | W. Sługocki PO         |                  |              |                         |              |                 |              |                      |          | J. Zych PSL |          |                  |
| VIII | 2015 | M. Ast PiS | S. Niesiołowski PO    |                 | P. Pudłowski .N                                    | B. Bukiewicz PO                |                                                          | J. Porwich K’15 | E. Rafalska PiS    | T. Kucharski PO | K. Sibińska PO (2011) KO (2019) | K. Osos PO (2015) KO (2019) | J. Materna PiS           |                        | A. Zasada PiS    |              | J. Kurzępa PiS          |              |                 |              |                      |          |             |          |                  |
| VIII | 2019 | M. Ast PiS | S. Niesiołowski PO    | E. Płonka PiS   | P. Pudłowski .N                                    | B. Bukiewicz PO                |                                                          | J. Porwich K’15 |                    | T. Kucharski PO | K. Sibińska PO (2011) KO (2019) | K. Osos PO (2015) KO (2019) | J. Materna PiS           |                        | A. Zasada PiS    |              | J. Kurzępa PiS          |              |                 |              |                      |          |             |          |                  |
| IX   | 2019 | M. Ast PiS |                       | E. Płonka PiS   | A. Kucharska-Dziedzic SLD (2019) NL (2023)         |                                | K. Kamiński Konfederacja                                 |                 | B. Wontor SLD      |                 | K. Sibińska PO (2011) KO (2019) | K. Osos PO (2015) KO (2019) | J. Materna PiS           | W. Sługocki KO         |                  | T. Aniśko KO |                         |              |                 | J. Fedak PSL | W. Dajczak PiS       |          |             |          |                  |
| IX   | 2020 | M. Ast PiS | J. Kurzępa PiS        | E. Płonka PiS   | A. Kucharska-Dziedzic SLD (2019) NL (2023)         |                                | K. Kamiński Konfederacja                                 |                 | B. Wontor SLD      |                 | K. Sibińska PO (2011) KO (2019) | K. Osos PO (2015) KO (2019) | J. Materna PiS           | W. Sługocki KO         |                  | T. Aniśko KO |                         |              |                 | J. Fedak PSL |                      |          |             |          |                  |
| IX   | 2021 | M. Ast PiS | J. Kurzępa PiS        | E. Płonka PiS   | A. Kucharska-Dziedzic SLD (2019) NL (2023)         | Ł. Mejza PSL (2019) PiS (2023) | K. Kamiński Konfederacja                                 |                 | B. Wontor SLD      |                 | K. Sibińska PO (2011) KO (2019) | K. Osos PO (2015) KO (2019) | J. Materna PiS           | W. Sługocki KO         |                  | T. Aniśko KO |                         |              |                 |              |                      |          |             |          |                  |
| X    | 2023 | M. Ast PiS |                       |                 | A. Kucharska-Dziedzic SLD (2019) NL (2023)         | Ł. Mejza PSL (2019) PiS (2023) | M. Nowak TD                                              |                 | S. Tomczyszyn TD   | W. Dajczak PiS  | K. Sibińska PO (2011) KO (2019) | K. Osos PO (2015) KO (2019) | J. Materna PiS           | W. Sługocki KO         | E. Polak KO      |              |                         | R. Dowhan KO |                 |              |                      |          |             |          |                  |

### Wybory parlamentarne 2001
| Komitet wyborczy                                      | Komitet wyborczy                              | Głosów  | %     | Mandaty | Wybrani posłowie |
| ----------------------------------------------------- | --------------------------------------------- | ------- | ----- | ------- | --- |
|                                                       | KKW Sojusz Lewicy Demokratycznej – Unia Pracy | 160 790 | 51,54 | 7       | Andrzej Brachmański, Jan Kochanowski, Bogusław Wontor, Franciszek Wołowicz, Alfred Owoc, Jakub Derech-Krzycki, Robert Smoleń |
|                                                       | KWW Platforma Obywatelska                     | 30 622  | 9,81  | 1       | Dariusz Bachalski |
|                                                       | Samoobrona Rzeczpospolitej Polskiej           | 29 957  | 9,60  | 1       | Henryk Ostrowski |
|                                                       | Polskie Stronnictwo Ludowe                    | 23 382  | 7,49  | 1       | Józef Zych |
|                                                       | KKW Akcja Wyborcza Solidarność Prawicy        | 18 695  | 5,99  | –       | |
|                                                       | Prawo i Sprawiedliwość                        | 17 672  | 5,66  | 1       | Kazimierz Marcinkiewicz |
|                                                       | Liga Polskich Rodzin                          | 16 978  | 5,44  | 1       | Stanisław Gudzowski |
|                                                       | Unia Wolności                                 | 10 492  | 3,36  | –       | |
|                                                       | Polska Unia Gospodarcza                       | 1434    | 0,46  | –       | |
|                                                       | Alternatywa Ruch Społeczny                    | 1172    | 0,38  | –       | |
|                                                       | Polska Partia Socjalistyczna                  | 799     | 0,26  | –       | |
| Frekwencja: 42,58% Źródło: Państwowa Komisja Wyborcza |                                               |         |       |         | |

Poniższa tabela przedstawia podział mandatów dla komitetów wyborczych na podstawie uzyskanych głosów, a następnie obliczonych ilorazów wyborczych na podstawie zmodyfikowanej metody Sainte-Laguë.
|        | KKW Sojusz Lewicy Demokratycznej – Unia Pracy | 160 790 | 114 850 | 53 597 | 32 158 | 22 970 | 17 866 | 14 617 | 12 368 | 10 719 | ... | 6991 | 7  | 6,91 |
|        | KWW Platforma Obywatelska                     | 30 622  | 21 873  | 10 207 | 6124   | 4375   | 3402   | 2784   | 2356   | 2041   | ... | 1331 | 1  | 1,32 |
|        | Samoobrona Rzeczpospolitej Polskiej           | 29 957  | 21 398  | 9986   | 5991   | 4280   | 3329   | 2723   | 2304   | 1997   | ... | 1302 | 1  | 1,29 |
|        | Polskie Stronnictwo Ludowe                    | 23 382  | 16 701  | 7794   | 4676   | 3340   | 2598   | 2126   | 1799   | 1559   | ... | 1017 | 1  | 1,00 |
|        | Prawo i Sprawiedliwość                        | 17 672  | 12 623  | 5891   | 3534   | 2525   | 1964   | 1607   | 1359   | 1178   | ... | 768  | 1  | 0,76 |
|        | Liga Polskich Rodzin                          | 16 978  | 12 127  | 5659   | 3396   | 2425   | 1886   | 1543   | 1306   | 1132   | ... | 738  | 1  | 0,73 |
| Ogółem | Ogółem                                        | 279 401 | —       | —      | —      | —      | —      | —      | —      | —      | —   | —    | 12 | 12   |

### Wybory parlamentarne 2005
| Komitet wyborczy                                      | Komitet wyborczy                        | Głosów | %     | Mandaty | Wybrani posłowie                                                      |
| ----------------------------------------------------- | --------------------------------------- | ------ | ----- | ------- | --------------------------------------------------------------------- |
|                                                       | Platforma Obywatelska RP                | 65 502 | 24,21 | 4       | Czesław Fiedorowicz, Bożenna Bukiewicz, Waldemar Szadny, Bogdan Bojko |
|                                                       | Prawo i Sprawiedliwość                  | 61 781 | 22,84 | 3       | Kazimierz Marcinkiewicz, Marek Surmacz, Jerzy Materna, Marek Ast      |
|                                                       | Sojusz Lewicy Demokratycznej            | 43 780 | 16,18 | 2       | Bogusław Wontor, Jan Kochanowski                                      |
|                                                       | Samoobrona Rzeczpospolitej Polskiej     | 30 868 | 11,41 | 1       | Waldemar Starosta                                                     |
|                                                       | Polskie Stronnictwo Ludowe              | 21 244 | 7,85  | 1       | Józef Zych                                                            |
|                                                       | Liga Polskich Rodzin                    | 20 638 | 7,63  | 1       | Krzysztof Bosak                                                       |
|                                                       | Socjaldemokracja Polska                 | 9506   | 3,51  | –       |                                                                       |
|                                                       | Partia Demokratyczna – demokraci.pl     | 5395   | 1,99  | –       |                                                                       |
|                                                       | Platforma Janusza Korwin-Mikke          | 4239   | 1,57  | –       |                                                                       |
|                                                       | Polska Partia Pracy                     | 2169   | 0,80  | –       |                                                                       |
|                                                       | Ruch Patriotyczny                       | 2134   | 0,79  | –       |                                                                       |
|                                                       | Dom Ojczysty                            | 1502   | 0,56  | –       |                                                                       |
|                                                       | KWW – Ogólnopolska Koalicja Obywatelska | 1120   | 0,41  | –       |                                                                       |
|                                                       | Polska Partia Narodowa                  | 646    | 0,24  | –       |                                                                       |
| Frekwencja: 35,44% Źródło: Państwowa Komisja Wyborcza |                                         |        |       |         |                                                                       |

Poniższa tabela przedstawia podział mandatów dla komitetów wyborczych na podstawie uzyskanych głosów, a następnie obliczonych ilorazów wyborczych na podstawie metody D’Hondta.
| Podział mandatów dla komitetów wyborczych na podstawie metody D’Hondta | Podział mandatów dla komitetów wyborczych na podstawie metody D’Hondta | Podział mandatów dla komitetów wyborczych na podstawie metody D’Hondta | Podział mandatów dla komitetów wyborczych na podstawie metody D’Hondta | Podział mandatów dla komitetów wyborczych na podstawie metody D’Hondta | Podział mandatów dla komitetów wyborczych na podstawie metody D’Hondta | Podział mandatów dla komitetów wyborczych na podstawie metody D’Hondta | Podział mandatów dla komitetów wyborczych na podstawie metody D’Hondta | Podział mandatów dla komitetów wyborczych na podstawie metody D’Hondta | Podział mandatów dla komitetów wyborczych na podstawie metody D’Hondta | Podział mandatów dla komitetów wyborczych na podstawie metody D’Hondta | Podział mandatów dla komitetów wyborczych na podstawie metody D’Hondta |
| Komitet wyborczy                                                       | Komitet wyborczy                                                       | Liczba głosów                                                          | Iloraz wyborczy                                                        | Iloraz wyborczy                                                        | Iloraz wyborczy                                                        | Iloraz wyborczy                                                        | Iloraz wyborczy                                                        | Iloraz wyborczy                                                        | Iloraz wyborczy                                                        | Mandaty                                                                | TP                                                                     |
| Komitet wyborczy                                                       | Komitet wyborczy                                                       | Liczba głosów                                                          | /1                                                                     | /2                                                                     | /3                                                                     | /4                                                                     | /5                                                                     | ...                                                                    | /12                                                                    | Mandaty                                                                | TP                                                                     |
| ---------------------------------------------------------------------- | ---------------------------------------------------------------------- | ---------------------------------------------------------------------- | ---------------------------------------------------------------------- | ---------------------------------------------------------------------- | ---------------------------------------------------------------------- | ---------------------------------------------------------------------- | ---------------------------------------------------------------------- | ---------------------------------------------------------------------- | ---------------------------------------------------------------------- | ---------------------------------------------------------------------- | ---------------------------------------------------------------------- |
|                                                                        | Platforma Obywatelska RP                                               | 65 502                                                                 | 65 502                                                                 | 32 751                                                                 | 21 834                                                                 | 16 376                                                                 | 13 100                                                                 | ...                                                                    | 5459                                                                   | 4                                                                      | 3,22                                                                   |
|                                                                        | Prawo i Sprawiedliwość                                                 | 61 781                                                                 | 61 781                                                                 | 30 891                                                                 | 20 594                                                                 | 15 445                                                                 | 12 356                                                                 | ...                                                                    | 5148                                                                   | 3                                                                      | 3,04                                                                   |
|                                                                        | Sojusz Lewicy Demokratycznej                                           | 43 780                                                                 | 43 780                                                                 | 21 890                                                                 | 14 593                                                                 | 10 945                                                                 | 8756                                                                   | ...                                                                    | 3648                                                                   | 2                                                                      | 2,15                                                                   |
|                                                                        | Samoobrona Rzeczpospolitej Polskiej                                    | 30 868                                                                 | 30 868                                                                 | 15 434                                                                 | 10 289                                                                 | 7717                                                                   | 6174                                                                   | ...                                                                    | 2572                                                                   | 1                                                                      | 1,52                                                                   |
|                                                                        | Polskie Stronnictwo Ludowe                                             | 21 244                                                                 | 21 244                                                                 | 10 622                                                                 | 7081                                                                   | 5311                                                                   | 4249                                                                   | ...                                                                    | 1770                                                                   | 1                                                                      | 1,05                                                                   |
|                                                                        | Liga Polskich Rodzin                                                   | 20 638                                                                 | 20 638                                                                 | 10 319                                                                 | 6879                                                                   | 5160                                                                   | 4128                                                                   | ...                                                                    | 1720                                                                   | 1                                                                      | 1,02                                                                   |
| Ogółem                                                                 | Ogółem                                                                 | 243 813                                                                | —                                                                      | —                                                                      | —                                                                      | —                                                                      | —                                                                      | —                                                                      | —                                                                      | 12                                                                     | 12                                                                     |

### Wybory parlamentarne 2007
| Komitet wyborczy                                      | Komitet wyborczy                      | Głosów  | %     | Mandaty | Wybrani posłowie |
| ----------------------------------------------------- | ------------------------------------- | ------- | ----- | ------- | --- |
|                                                       | Platforma Obywatelska RP              | 185 534 | 47,06 | 6       | Stefan Niesiołowski, Bożenna Bukiewicz, Witold Pahl, Bogdan Bojko, Bożena Sławiak, Marek Cebula, Klaudiusz Balcerzak |
|                                                       | Prawo i Sprawiedliwość                | 88 563  | 22,47 | 3       | Marek Ast, Elżbieta Rafalska, Jerzy Materna                                                                          |
|                                                       | KKW Lewica i Demokraci SLD+SDPL+PD+UP | 69 523  | 17,64 | 2       | Jan Kochanowski, Bogusław Wontor                                                                                     |
|                                                       | Polskie Stronnictwo Ludowe            | 33 058  | 8,39  | 1       | Józef Zych |
|                                                       | Samoobrona Rzeczpospolitej Polskiej   | 6654    | 1,69  | –       | |
|                                                       | Liga Polskich Rodzin                  | 5664    | 1,44  | –       | |
|                                                       | Polska Partia Pracy                   | 5219    | 1,32  | –       | |
| Frekwencja: 50,35% Źródło: Państwowa Komisja Wyborcza |                                       |         |       |         | |

Poniższa tabela przedstawia podział mandatów dla komitetów wyborczych na podstawie uzyskanych głosów, a następnie obliczonych ilorazów wyborczych na podstawie metody D’Hondta.
| Podział mandatów dla komitetów wyborczych na podstawie metody D’Hondta | Podział mandatów dla komitetów wyborczych na podstawie metody D’Hondta | Podział mandatów dla komitetów wyborczych na podstawie metody D’Hondta | Podział mandatów dla komitetów wyborczych na podstawie metody D’Hondta | Podział mandatów dla komitetów wyborczych na podstawie metody D’Hondta | Podział mandatów dla komitetów wyborczych na podstawie metody D’Hondta | Podział mandatów dla komitetów wyborczych na podstawie metody D’Hondta | Podział mandatów dla komitetów wyborczych na podstawie metody D’Hondta | Podział mandatów dla komitetów wyborczych na podstawie metody D’Hondta | Podział mandatów dla komitetów wyborczych na podstawie metody D’Hondta | Podział mandatów dla komitetów wyborczych na podstawie metody D’Hondta | Podział mandatów dla komitetów wyborczych na podstawie metody D’Hondta | Podział mandatów dla komitetów wyborczych na podstawie metody D’Hondta | Podział mandatów dla komitetów wyborczych na podstawie metody D’Hondta |
| Komitet wyborczy                                                       | Komitet wyborczy                                                       | Liczba głosów                                                          | Iloraz wyborczy                                                        | Iloraz wyborczy                                                        | Iloraz wyborczy                                                        | Iloraz wyborczy                                                        | Iloraz wyborczy                                                        | Iloraz wyborczy                                                        | Iloraz wyborczy                                                        | Iloraz wyborczy                                                        | Iloraz wyborczy                                                        | Mandaty                                                                | TP                                                                     |
| Komitet wyborczy                                                       | Komitet wyborczy                                                       | Liczba głosów                                                          | /1                                                                     | /2                                                                     | /3                                                                     | /4                                                                     | /5                                                                     | /6                                                                     | /7                                                                     | ...                                                                    | /12                                                                    | Mandaty                                                                | TP                                                                     |
| ---------------------------------------------------------------------- | ---------------------------------------------------------------------- | ---------------------------------------------------------------------- | ---------------------------------------------------------------------- | ---------------------------------------------------------------------- | ---------------------------------------------------------------------- | ---------------------------------------------------------------------- | ---------------------------------------------------------------------- | ---------------------------------------------------------------------- | ---------------------------------------------------------------------- | ---------------------------------------------------------------------- | ---------------------------------------------------------------------- | ---------------------------------------------------------------------- | ---------------------------------------------------------------------- |
|                                                                        | Platforma Obywatelska RP                                               | 185 534                                                                | 185 534                                                                | 92 767                                                                 | 61 845                                                                 | 46 384                                                                 | 37 107                                                                 | 30 922                                                                 | 26 505                                                                 | ...                                                                    | 15 461                                                                 | 6                                                                      | 5,91                                                                   |
|                                                                        | Prawo i Sprawiedliwość                                                 | 88 563                                                                 | 88 563                                                                 | 44 282                                                                 | 29 521                                                                 | 22 141                                                                 | 17 713                                                                 | 14 761                                                                 | 12 652                                                                 | ...                                                                    | 7380                                                                   | 3                                                                      | 2,82                                                                   |
|                                                                        | KKW Lewica i Demokraci SLD+SDPL+PD+UP                                  | 69 523                                                                 | 69 523                                                                 | 34 762                                                                 | 23 174                                                                 | 17 381                                                                 | 13 905                                                                 | 11 587                                                                 | 9932                                                                   | ...                                                                    | 5794                                                                   | 2                                                                      | 2,21                                                                   |
|                                                                        | Polskie Stronnictwo Ludowe                                             | 33 058                                                                 | 33 058                                                                 | 16 529                                                                 | 11 019                                                                 | 8265                                                                   | 6612                                                                   | 5510                                                                   | 4723                                                                   | ...                                                                    | 2755                                                                   | 1                                                                      | 1,05                                                                   |
| Ogółem                                                                 | Ogółem                                                                 | 376 678                                                                | —                                                                      | —                                                                      | —                                                                      | —                                                                      | —                                                                      | —                                                                      | —                                                                      | —                                                                      | —                                                                      | 12                                                                     | 12                                                                     |

### Wybory parlamentarne 2011
| Komitet wyborczy                                      | Komitet wyborczy                    | Głosów  | %     | Mandaty | Wybrani posłowie                                                                                          |
| ----------------------------------------------------- | ----------------------------------- | ------- | ----- | ------- | --- |
|                                                       | Platforma Obywatelska RP            | 148 970 | 44,78 | 6       | Bożenna Bukiewicz, Stefan Niesiołowski, Krystyna Sibińska, Witold Pahl, Bożena Sławiak, Waldemar Sługocki |
|                                                       | Prawo i Sprawiedliwość              | 72 302  | 21,73 | 3       | Elżbieta Rafalska, Jerzy Materna, Marek Ast                                                               |
|                                                       | Ruch Palikota                       | 38 958  | 11,71 | 1       | Maciej Mroczek                                                                                            |
|                                                       | Sojusz Lewicy Demokratycznej        | 34 300  | 10,31 | 1       | Bogusław Wontor                                                                                           |
|                                                       | Polskie Stronnictwo Ludowe          | 25 575  | 7,69  | 1       | Józef Zych                                                                                                |
|                                                       | Nowa Prawica – Janusza Korwin-Mikke | 5538    | 1,66  | –       | |
|                                                       | Polska Jest Najważniejsza           | 5293    | 1,59  | –       | |
|                                                       | Polska Partia Pracy – Sierpień 80   | 1720    | 0,52  | –       | |
| Frekwencja: 43,67% Źródło: Państwowa Komisja Wyborcza |                                     |         |       |         | |

Poniższa tabela przedstawia podział mandatów dla komitetów wyborczych na podstawie uzyskanych głosów, a następnie obliczonych ilorazów wyborczych na podstawie metody D’Hondta.
| Podział mandatów dla komitetów wyborczych na podstawie metody D’Hondta | Podział mandatów dla komitetów wyborczych na podstawie metody D’Hondta | Podział mandatów dla komitetów wyborczych na podstawie metody D’Hondta | Podział mandatów dla komitetów wyborczych na podstawie metody D’Hondta | Podział mandatów dla komitetów wyborczych na podstawie metody D’Hondta | Podział mandatów dla komitetów wyborczych na podstawie metody D’Hondta | Podział mandatów dla komitetów wyborczych na podstawie metody D’Hondta | Podział mandatów dla komitetów wyborczych na podstawie metody D’Hondta | Podział mandatów dla komitetów wyborczych na podstawie metody D’Hondta | Podział mandatów dla komitetów wyborczych na podstawie metody D’Hondta | Podział mandatów dla komitetów wyborczych na podstawie metody D’Hondta | Podział mandatów dla komitetów wyborczych na podstawie metody D’Hondta | Podział mandatów dla komitetów wyborczych na podstawie metody D’Hondta | Podział mandatów dla komitetów wyborczych na podstawie metody D’Hondta |
| Komitet wyborczy                                                       | Komitet wyborczy                                                       | Liczba głosów                                                          | Iloraz wyborczy                                                        | Iloraz wyborczy                                                        | Iloraz wyborczy                                                        | Iloraz wyborczy                                                        | Iloraz wyborczy                                                        | Iloraz wyborczy                                                        | Iloraz wyborczy                                                        | Iloraz wyborczy                                                        | Iloraz wyborczy                                                        | Mandaty                                                                | TP                                                                     |
| Komitet wyborczy                                                       | Komitet wyborczy                                                       | Liczba głosów                                                          | /1                                                                     | /2                                                                     | /3                                                                     | /4                                                                     | /5                                                                     | /6                                                                     | /7                                                                     | ...                                                                    | /12                                                                    | Mandaty                                                                | TP                                                                     |
| ---------------------------------------------------------------------- | ---------------------------------------------------------------------- | ---------------------------------------------------------------------- | ---------------------------------------------------------------------- | ---------------------------------------------------------------------- | ---------------------------------------------------------------------- | ---------------------------------------------------------------------- | ---------------------------------------------------------------------- | ---------------------------------------------------------------------- | ---------------------------------------------------------------------- | ---------------------------------------------------------------------- | ---------------------------------------------------------------------- | ---------------------------------------------------------------------- | ---------------------------------------------------------------------- |
|                                                                        | Platforma Obywatelska RP                                               | 148 970                                                                | 148 970                                                                | 74 485                                                                 | 49 657                                                                 | 37 243                                                                 | 29 794                                                                 | 24 828                                                                 | 21 281                                                                 | ...                                                                    | 12 414                                                                 | 6                                                                      | 5,58                                                                   |
|                                                                        | Prawo i Sprawiedliwość                                                 | 72 302                                                                 | 72 302                                                                 | 36 151                                                                 | 24 101                                                                 | 18 076                                                                 | 14 460                                                                 | 12 050                                                                 | 10 329                                                                 | ...                                                                    | 6025                                                                   | 3                                                                      | 2,71                                                                   |
|                                                                        | Ruch Palikota                                                          | 38 958                                                                 | 38 958                                                                 | 19 479                                                                 | 12 986                                                                 | 9740                                                                   | 7792                                                                   | 6493                                                                   | 5565                                                                   | ...                                                                    | 3247                                                                   | 1                                                                      | 1,46                                                                   |
|                                                                        | Sojusz Lewicy Demokratycznej                                           | 34 300                                                                 | 34 300                                                                 | 17 150                                                                 | 11 433                                                                 | 8575                                                                   | 6860                                                                   | 5717                                                                   | 4900                                                                   | ...                                                                    | 2858                                                                   | 1                                                                      | 1,29                                                                   |
|                                                                        | Polskie Stronnictwo Ludowe                                             | 25 575                                                                 | 25 575                                                                 | 12 788                                                                 | 8525                                                                   | 6394                                                                   | 5115                                                                   | 4263                                                                   | 3654                                                                   | ...                                                                    | 2131                                                                   | 1                                                                      | 0,96                                                                   |
| Ogółem                                                                 | Ogółem                                                                 | 320 105                                                                | —                                                                      | —                                                                      | —                                                                      | —                                                                      | —                                                                      | —                                                                      | —                                                                      | —                                                                      | —                                                                      | 12                                                                     | 12                                                                     |

### Wybory parlamentarne 2015
| Komitet wyborczy                                      | Komitet wyborczy                             | Głosów | %     | Mandaty | Wybrani posłowie                                                                            |
| ----------------------------------------------------- | -------------------------------------------- | ------ | ----- | ------- | ------------------------------------------------------------------------------------------- |
|                                                       | Prawo i Sprawiedliwość                       | 97 877 | 28,27 | 5       | Elżbieta Rafalska, Marek Ast, Jerzy Materna, Artur Zasada, Jacek Kurzępa, Elżbieta Płonka   |
|                                                       | Platforma Obywatelska RP                     | 97 676 | 28,21 | 5       | Stefan Niesiołowski, Bożenna Bukiewicz, Tomasz Kucharski, Krystyna Sibińska, Katarzyna Osos |
|                                                       | KKW Zjednoczona Lewica SLD+TR+PPS+UP+Zieloni | 34 695 | 10,02 | –       |                                                                                             |
|                                                       | Nowoczesna Ryszarda Petru                    | 34 586 | 9,99  | 1       | Paweł Pudłowski                                                                             |
|                                                       | KWW Kukiz’15                                 | 30 284 | 8,75  | 1       | Jarosław Porwich                                                                            |
|                                                       | Polskie Stronnictwo Ludowe                   | 17 743 | 5,12  | –       |                                                                                             |
|                                                       | KORWiN                                       | 17 274 | 4,99  | –       |                                                                                             |
|                                                       | Partia Razem                                 | 13 825 | 3,99  | –       |                                                                                             |
|                                                       | KWW Zbigniewa Stonogi                        | 2258   | 0,65  | –       |                                                                                             |
| Frekwencja: 44,63% Źródło: Państwowa Komisja Wyborcza |                                              |        |       |         |                                                                                             |

Poniższa tabela przedstawia podział mandatów dla komitetów wyborczych na podstawie uzyskanych głosów, a następnie obliczonych ilorazów wyborczych na podstawie metody D’Hondta.
| Podział mandatów dla komitetów wyborczych na podstawie metody D’Hondta | Podział mandatów dla komitetów wyborczych na podstawie metody D’Hondta | Podział mandatów dla komitetów wyborczych na podstawie metody D’Hondta | Podział mandatów dla komitetów wyborczych na podstawie metody D’Hondta | Podział mandatów dla komitetów wyborczych na podstawie metody D’Hondta | Podział mandatów dla komitetów wyborczych na podstawie metody D’Hondta | Podział mandatów dla komitetów wyborczych na podstawie metody D’Hondta | Podział mandatów dla komitetów wyborczych na podstawie metody D’Hondta | Podział mandatów dla komitetów wyborczych na podstawie metody D’Hondta | Podział mandatów dla komitetów wyborczych na podstawie metody D’Hondta | Podział mandatów dla komitetów wyborczych na podstawie metody D’Hondta | Podział mandatów dla komitetów wyborczych na podstawie metody D’Hondta | Podział mandatów dla komitetów wyborczych na podstawie metody D’Hondta |
| Komitet wyborczy                                                       | Komitet wyborczy                                                       | Liczba głosów                                                          | Iloraz wyborczy                                                        | Iloraz wyborczy                                                        | Iloraz wyborczy                                                        | Iloraz wyborczy                                                        | Iloraz wyborczy                                                        | Iloraz wyborczy                                                        | Iloraz wyborczy                                                        | Iloraz wyborczy                                                        | Mandaty                                                                | TP                                                                     |
| Komitet wyborczy                                                       | Komitet wyborczy                                                       | Liczba głosów                                                          | /1                                                                     | /2                                                                     | /3                                                                     | /4                                                                     | /5                                                                     | /6                                                                     | ...                                                                    | /12                                                                    | Mandaty                                                                | TP                                                                     |
| ---------------------------------------------------------------------- | ---------------------------------------------------------------------- | ---------------------------------------------------------------------- | ---------------------------------------------------------------------- | ---------------------------------------------------------------------- | ---------------------------------------------------------------------- | ---------------------------------------------------------------------- | ---------------------------------------------------------------------- | ---------------------------------------------------------------------- | ---------------------------------------------------------------------- | ---------------------------------------------------------------------- | ---------------------------------------------------------------------- | ---------------------------------------------------------------------- |
|                                                                        | Prawo i Sprawiedliwość                                                 | 97 877                                                                 | 97 877                                                                 | 48 939                                                                 | 32 626                                                                 | 24 469                                                                 | 19 575                                                                 | 16 313                                                                 | ...                                                                    | 8156                                                                   | 5                                                                      | 4,22                                                                   |
|                                                                        | Platforma Obywatelska RP                                               | 97 676                                                                 | 97 676                                                                 | 48 838                                                                 | 32 559                                                                 | 24 419                                                                 | 19 535                                                                 | 16 279                                                                 | ...                                                                    | 8140                                                                   | 5                                                                      | 4,21                                                                   |
|                                                                        | Nowoczesna Ryszarda Petru                                              | 34 586                                                                 | 34 586                                                                 | 17 293                                                                 | 11 529                                                                 | 8647                                                                   | 6917                                                                   | 5764                                                                   | ...                                                                    | 2882                                                                   | 1                                                                      | 1,49                                                                   |
|                                                                        | KWW Kukiz’15                                                           | 30 284                                                                 | 30 284                                                                 | 15 142                                                                 | 10 095                                                                 | 7571                                                                   | 6057                                                                   | 5047                                                                   | ...                                                                    | 2524                                                                   | 1                                                                      | 1,31                                                                   |
|                                                                        | Polskie Stronnictwo Ludowe                                             | 17 743                                                                 | 17 743                                                                 | 8872                                                                   | 5914                                                                   | 4436                                                                   | 3549                                                                   | 2957                                                                   | ...                                                                    | 1479                                                                   | 0                                                                      | 0,77                                                                   |
| Ogółem                                                                 | Ogółem                                                                 | 278 166                                                                | —                                                                      | —                                                                      | —                                                                      | —                                                                      | —                                                                      | —                                                                      | —                                                                      | —                                                                      | 12                                                                     | 12                                                                     |

### Wybory parlamentarne 2019
| Komitet wyborczy                                      | Komitet wyborczy                           | Głosów  | %     | Mandaty | Wybrani posłowie                                                            |
| ----------------------------------------------------- | ------------------------------------------ | ------- | ----- | ------- | --------------------------------------------------------------------------- |
|                                                       | Prawo i Sprawiedliwość                     | 150 188 | 34,30 | 4       | Marek Ast, Władysław Dajczak, Jerzy Materna, Elżbieta Płonka, Jacek Kurzępa |
|                                                       | KKW Koalicja Obywatelska PO .N iPL Zieloni | 136 955 | 31,27 | 4       | Waldemar Sługocki, Tomasz Aniśko, Krystyna Sibińska, Katarzyna Osos         |
|                                                       | Sojusz Lewicy Demokratycznej               | 68 341  | 15,61 | 2       | Anita Kucharska-Dziedzic, Bogusław Wontor                                   |
|                                                       | Polskie Stronnictwo Ludowe                 | 50 943  | 11,63 | 1       | Jolanta Fedak, Łukasz Mejza                                                 |
|                                                       | Konfederacja Wolność i Niepodległość       | 31 490  | 7,19  | 1       | Krystian Kamiński                                                           |
| Frekwencja: 57,20% Źródło: Państwowa Komisja Wyborcza |                                            |         |       |         |                                                                             |

Poniższa tabela przedstawia podział mandatów dla komitetów wyborczych na podstawie uzyskanych głosów, a następnie obliczonych ilorazów wyborczych na podstawie metody D’Hondta.
| Podział mandatów dla komitetów wyborczych na podstawie metody D’Hondta | Podział mandatów dla komitetów wyborczych na podstawie metody D’Hondta | Podział mandatów dla komitetów wyborczych na podstawie metody D’Hondta | Podział mandatów dla komitetów wyborczych na podstawie metody D’Hondta | Podział mandatów dla komitetów wyborczych na podstawie metody D’Hondta | Podział mandatów dla komitetów wyborczych na podstawie metody D’Hondta | Podział mandatów dla komitetów wyborczych na podstawie metody D’Hondta | Podział mandatów dla komitetów wyborczych na podstawie metody D’Hondta | Podział mandatów dla komitetów wyborczych na podstawie metody D’Hondta | Podział mandatów dla komitetów wyborczych na podstawie metody D’Hondta | Podział mandatów dla komitetów wyborczych na podstawie metody D’Hondta | Podział mandatów dla komitetów wyborczych na podstawie metody D’Hondta |
| Komitet wyborczy                                                       | Komitet wyborczy                                                       | Liczba głosów                                                          | Iloraz wyborczy                                                        | Iloraz wyborczy                                                        | Iloraz wyborczy                                                        | Iloraz wyborczy                                                        | Iloraz wyborczy                                                        | Iloraz wyborczy                                                        | Iloraz wyborczy                                                        | Mandaty                                                                | TP                                                                     |
| Komitet wyborczy                                                       | Komitet wyborczy                                                       | Liczba głosów                                                          | /1                                                                     | /2                                                                     | /3                                                                     | /4                                                                     | /5                                                                     | ...                                                                    | /12                                                                    | Mandaty                                                                | TP                                                                     |
| ---------------------------------------------------------------------- | ---------------------------------------------------------------------- | ---------------------------------------------------------------------- | ---------------------------------------------------------------------- | ---------------------------------------------------------------------- | ---------------------------------------------------------------------- | ---------------------------------------------------------------------- | ---------------------------------------------------------------------- | ---------------------------------------------------------------------- | ---------------------------------------------------------------------- | ---------------------------------------------------------------------- | ---------------------------------------------------------------------- |
|                                                                        | Prawo i Sprawiedliwość                                                 | 150 188                                                                | 150 188                                                                | 75 094                                                                 | 50 063                                                                 | 37 547                                                                 | 30 038                                                                 | ...                                                                    | 12 516                                                                 | 4                                                                      | 4,12                                                                   |
|                                                                        | KKW Koalicja Obywatelska PO .N iPL Zieloni                             | 136 955                                                                | 136 955                                                                | 68 478                                                                 | 45 652                                                                 | 34 239                                                                 | 27 391                                                                 | ...                                                                    | 11 413                                                                 | 4                                                                      | 3,75                                                                   |
|                                                                        | Sojusz Lewicy Demokratycznej                                           | 68 341                                                                 | 68 341                                                                 | 34 171                                                                 | 22 780                                                                 | 17 085                                                                 | 13 668                                                                 | ...                                                                    | 5695                                                                   | 2                                                                      | 1,87                                                                   |
|                                                                        | Polskie Stronnictwo Ludowe                                             | 50 943                                                                 | 50 943                                                                 | 25 472                                                                 | 16 981                                                                 | 12 736                                                                 | 10 189                                                                 | ...                                                                    | 4245                                                                   | 1                                                                      | 1,40                                                                   |
|                                                                        | Konfederacja Wolność i Niepodległość                                   | 31 490                                                                 | 31 490                                                                 | 15 745                                                                 | 10 497                                                                 | 7873                                                                   | 6298                                                                   | ...                                                                    | 2624                                                                   | 1                                                                      | 0,86                                                                   |
| Ogółem                                                                 | Ogółem                                                                 | 437 917                                                                | —                                                                      | —                                                                      | —                                                                      | —                                                                      | —                                                                      | —                                                                      | —                                                                      | 12                                                                     | 12                                                                     |

### Wybory parlamentarne 2023
| Komitet wyborczy                                      | Komitet wyborczy                                                           | Głosów  | %     | Mandaty | Wybrani posłowie                                                                    |
| ----------------------------------------------------- | -------------------------------------------------------------------------- | ------- | ----- | ------- | ----------------------------------------------------------------------------------- |
|                                                       | KKW Koalicja Obywatelska PO .N iPL Zieloni                                 | 195 091 | 37,73 | 5       | Elżbieta Polak, Waldemar Sługocki, Krystyna Sibińska, Robert Dowhan, Katarzyna Osos |
|                                                       | Prawo i Sprawiedliwość                                                     | 143 530 | 27,76 | 4       | Marek Ast, Władysław Dajczak, Jerzy Materna, Łukasz Mejza                           |
|                                                       | KKW Trzecia Droga Polska 2050 Szymona Hołowni – Polskie Stronnictwo Ludowe | 77 933  | 15,07 | 2       | Maja Nowak, Stanisław Tomczyszyn                                                    |
|                                                       | Nowa Lewica                                                                | 47 911  | 9,27  | 1       | Anita Kucharska-Dziedzic                                                            |
|                                                       | Konfederacja Wolność i Niepodległość                                       | 33 672  | 6,51  | –       |                                                                                     |
|                                                       | Bezpartyjni Samorządowcy                                                   | 11 594  | 2,31  | –       |                                                                                     |
|                                                       | Polska Jest Jedna                                                          | 5794    | 1,12  | –       |                                                                                     |
|                                                       | Antypartia                                                                 | 1156    | 0,22  | –       |                                                                                     |
| Frekwencja: 71,42% Źródło: Państwowa Komisja Wyborcza |                                                                            |         |       |         |                                                                                     |

Poniższa tabela przedstawia podział mandatów dla komitetów wyborczych na podstawie uzyskanych głosów, a następnie obliczonych ilorazów wyborczych na podstawie metody D’Hondta.
| Podział mandatów dla komitetów wyborczych na podstawie metody D’Hondta | Podział mandatów dla komitetów wyborczych na podstawie metody D’Hondta     | Podział mandatów dla komitetów wyborczych na podstawie metody D’Hondta | Podział mandatów dla komitetów wyborczych na podstawie metody D’Hondta | Podział mandatów dla komitetów wyborczych na podstawie metody D’Hondta | Podział mandatów dla komitetów wyborczych na podstawie metody D’Hondta | Podział mandatów dla komitetów wyborczych na podstawie metody D’Hondta | Podział mandatów dla komitetów wyborczych na podstawie metody D’Hondta | Podział mandatów dla komitetów wyborczych na podstawie metody D’Hondta | Podział mandatów dla komitetów wyborczych na podstawie metody D’Hondta | Podział mandatów dla komitetów wyborczych na podstawie metody D’Hondta | Podział mandatów dla komitetów wyborczych na podstawie metody D’Hondta |      |
| Komitet wyborczy                                                       | Komitet wyborczy                                                           | Liczba głosów                                                          | Iloraz wyborczy                                                        | Iloraz wyborczy                                                        | Iloraz wyborczy                                                        | Iloraz wyborczy                                                        | Iloraz wyborczy                                                        | Iloraz wyborczy                                                        | Iloraz wyborczy                                                        | Iloraz wyborczy                                                        | Mandaty                                                                | TP   |
| Komitet wyborczy                                                       | Komitet wyborczy                                                           | Liczba głosów                                                          | /1                                                                     | /2                                                                     | /3                                                                     | /4                                                                     | /5                                                                     | 6                                                                      | ...                                                                    | /12                                                                    | Mandaty                                                                | TP   |
| ---------------------------------------------------------------------- | -------------------------------------------------------------------------- | ---------------------------------------------------------------------- | ---------------------------------------------------------------------- | ---------------------------------------------------------------------- | ---------------------------------------------------------------------- | ---------------------------------------------------------------------- | ---------------------------------------------------------------------- | ---------------------------------------------------------------------- | ---------------------------------------------------------------------- | ---------------------------------------------------------------------- | ---------------------------------------------------------------------- | ---- |
|                                                                        | KKW Koalicja Obywatelska PO .N iPL Zieloni                                 | 195 091                                                                | 195 091                                                                | 97 546                                                                 | 65 030                                                                 | 48 773                                                                 | 39 018                                                                 | 32 515                                                                 | ...                                                                    | 16 258                                                                 | 5                                                                      | 4,70 |
|                                                                        | Prawo i Sprawiedliwość                                                     | 143 530                                                                | 143 530                                                                | 71 765                                                                 | 47 843                                                                 | 35 883                                                                 | 28 706                                                                 | 23 922                                                                 | ...                                                                    | 11 961                                                                 | 4                                                                      | 3,46 |
|                                                                        | KKW Trzecia Droga Polska 2050 Szymona Hołowni – Polskie Stronnictwo Ludowe | 77 933                                                                 | 77 933                                                                 | 38 967                                                                 | 25 978                                                                 | 19 483                                                                 | 15 587                                                                 | 12 989                                                                 | ...                                                                    | 6494                                                                   | 2                                                                      | 1,88 |
|                                                                        | Nowa Lewica                                                                | 47 911                                                                 | 47 911                                                                 | 23 956                                                                 | 15 970                                                                 | 11 978                                                                 | 9582                                                                   | 7985                                                                   | ...                                                                    | 3993                                                                   | 1                                                                      | 1,15 |
|                                                                        | Konfederacja Wolność i Niepodległość                                       | 33 672                                                                 | 33 672                                                                 | 16 836                                                                 | 11 224                                                                 | 8418                                                                   | 6734                                                                   | 5612                                                                   | ...                                                                    | 2806                                                                   | 0                                                                      | 0,81 |
| Ogółem                                                                 | Ogółem                                                                     | 498 137                                                                | —                                                                      | —                                                                      | —                                                                      | —                                                                      | —                                                                      | —                                                                      | —                                                                      | —                                                                      | 12                                                                     | 12   |